# Morehead-Upper Maro jezici
Morehead-Upper Maro jezici (stariji naziv: Morehead and Upper Maro Rivers jezici), skupina od (17) južnih-centralnih papuanskih jezika raširenih na otoku Nova Gvineja u Indoneziji i Papui Novoj Gvineji. 
Sastoji se od tri podskupine, to su: a) nambu sa (6) jezika; b) tonda sa (10) jezika) i c) Yey (1) s jezikom yei [jei].

## Vanjske poveznice
- Ethnologue (14th)
- Ethnologue (15th)
- The Morehead and Upper Maro Rivers Subgroup